# Laboratoire de l'égalité
Le Laboratoire de l’égalité est une association française, créée en 2010. Elle œuvre pour l’égalité professionnelle entre les femmes et les hommes en France.

## Historique
Le laboratoire est créé en avril 2010, par Corinne Hirsch, Olga Trostiansky, Cécile Daumas, Armelle Carminati, Dominique Méda. Il rassemble un groupe de 1500 personnes qui exercent des responsabilités dans la vie économique, sociale, universitaire ou associative. Toutes agissent pour un meilleur partage des responsabilités citoyennes, économiques et familiales entre les femmes et les hommes. La force du laboratoire de l'égalité réside dans la mise en réseaux de ces personnes agissantes.
Le laboratoire de l’égalité est doté d’un conseil d’administration de quinze personnes et d’un comité d’orientation d'une quarantaine de personnes.
Une des premières actions du laboratoire de l'égalité est d'alerter l'opinion publique sur le projet de loi portant sur la retraite de novembre 2010. Ce projet ne tenait pas compte des inégalités entre les femmes et les hommes.
En 2012, le laboratoire de l’égalité interpelle les candidats à l'élection présidentielle, en définissant un pacte pour l’égalité. Celui-ci établie vingt mesures concrètes sur la parité et l'accès aux responsabilités, l'égalité salariale et la lutte contre la précarité, l'implication des hommes et la conciliation des temps de vie, le partage d’une culture commune de l’égalité. Cette interpellation est accompagnée d'une campagne de communication.
À chaque élection présidentielle depuis 2010, le laboratoire de l'égalité invite les candidats et candidates à signer le pacte pour l'égalité.
En 2017, le laboratoire de l'égalité lance une pétition pour inscrire le principe irrévocable d’égalité devant la loi sans distinction de sexe.
Le 6 juillet 2020, le laboratoire de l'égalité lance un pacte pour lutter contre la précarité des femmes. Ce pacte propose des mesures concrètes pour lutter contre les causes majeures de la précarité des femmes : le temps partiel, l’éloignement de l’emploi et la monoparentalié.
En 2014, Catherine Vidal membre du comité d’orientation et Annie Batlle administratrice du Laboratoire de l’égalité, créent avec l'éditeur Belin la collection Ègale à égal. Cette collection aborde de très nombreux thèmes : éducation, vie professionnelle, recherche scientifique, intelligence artificielle, sports, médias, santé, etc. De 2014 à 2019, dix-sept livres sont publiés dans la collection.
En 2018, Aude Bernheim et Flora Vincent membres du laboratoire de l'égalité publient L’Intelligence Artificielle, pas sans elles ! Cette première publication alerte le public sur la question de l'intelligence artificielle génératrice d'inégalités. En 2020, le laboratoire de l'égalité propose un pacte pour une intelligence artificielle éthique, responsable, égalitaire, non discriminante.